# Serolis aspera
Serolis aspera là một loài chân đều trong họ Serolidae. Loài này được Sheppard miêu tả khoa học năm 1933.